# 東方櫛鱗鰨沙
東方櫛鱗鰨沙（学名：Aseraggodes orientalis），又名龍舌、鰨沙、比目魚，为鰨科櫛鱗鰨屬下的一个种。其种加词“orientalis”意为“东方的”。